# Sparegrisens filmrevy nr. 2
Sparegrisens filmrevy nr. 2 er en dansk dokumentarfilm fra 1957 produceret af Laterna Film, Sparekassernes Skoleopsparing A/S under redaktion af Klaus Rifbjerg. Filmens speak er leveret af Ebbe Neergaard. 

## Handling
1) På færdselskole i Aalborg: Lions Club har i samarbejde med færdselspolitiet bygget en lilleput by med gader, rundkørsler, stoppesteder, benzintanke osv. Her lærer skolebørnene, hvordan de skal agere i trafikken.
2) På elefantskole i Forindien: Utrænede unge elefanter oplæres, så de kan lystre elefantføreren og være til nytte som træk- og transportdyr.
3) Masser af høns: Når Erik Olsen ikke er i skole, så driver han sin hønsegård og sælger æg.
4) Vandski på Bagsværd Sø: Europas bedste løbere demonstrerer deres evner på vandski.